# 印地安克里克 (伊利諾伊州)
印地安克里克（英語：Indian Creek）是位於美國伊利諾伊州萊克縣的一個村落。

## 地理
印地安克里克的座標為42°13′33″N 87°58′37″W / 42.22583°N 87.97694°W，而該地最高點為海拔高度226米（即741英尺）。

## 人口
根據2010年美國人口普查的數據，印地安克里克的面積為0.70平方千米，當中陸地面積為0.70平方千米，而水域面積為0.00平方千米。當地共有人口462人，而人口密度為每平方千米660人。